# Bajaeolis bertschi
Bajaeolis bertschi Gosliner & Behrens, 1986 è un mollusco nudibranchio della famiglia Facelinidae. È l'unica specie nota del genere Bajaeolis.